# 柳生久寿
柳生 久寿（やぎゅう ひさとし）は、江戸時代中期の旗本、剣術家。通称は主水。官位は従五位下・播磨守。

## 略歴
柳生久辰（村田十郎右衛門久辰）の長男として誕生。始め村田伊十郎（猪十郎）といった。
宝永5年（1708年）、5代将軍徳川綱吉に拝謁し、後継者の徳川家宣に配属されて西の丸小姓となり、300石を賜わる。 宝永6年（1709年）、家宣が6代将軍に就任し本丸へ移るに伴い、将軍付属の小姓となる。 正徳2年（1712年）、剣術の師匠に当たる大和国柳生藩主柳生俊方より柳生姓を名乗ることを許され、村田を改め柳生を称した。従五位下、播磨守に叙任され子孫は旗本となった。その後、10代将軍徳川家治の剣術指南を務めた。

## 系譜
- 父：柳生久辰 - 村田十郎右衛門久辰
- 母：不詳
- 室：不詳
  - 長男：柳生久隆（1724-1757）
  - 次男：高尾孫兵衛信喜 - 旗本800石
  - 三男：美濃部内膳茂孫 - 旗本510石